# 華乃美幸
華乃美幸（はなの みゆき）は、日本の演歌歌手である。新潟県阿賀野市出身、東京都在住。所属レーベルは徳間ジャパンコミュニケーションズ。

## 経歴
- 2009年1月 演歌歌手として【Miyuki】の名前で活動を始める。
- 2016年3月30日 - 「白い砂時計」で徳間ジャパンよりメジャーデビューする。
- 2017年2月22日 - ファーストアルバムである「心の唄をあなたへ」を発売する。
- 2017年5月31日 - 2枚目のシングルである「かんぱい酒」を発売する。
- 【Miyuki】→【華乃美幸】改名する
- 2018年10月31日 - 3枚目のシングルである「釧網本線」を発売する。
- 2023年9月13日-4枚目のシングル「夫婦花」「越後線」を発売する。

## 出演
- 華乃美幸　活動10周年記念ディナーショー（2019年7月7日岩室温泉　ゆもとや）
- にっぽん丸航海歌謡ショー（2019年7月10日にっぽん丸船上）
- 会館青善スペシャルディナーショー（2019年12月6日、会館青善）
- BSNラジオ　年末特別番組「OH演歌ハイパー」9時～16時（2019年12月30日）[2]
- BSNラジオ　特別番組「華乃美幸北の鉄路を唄う」16：30～16：59（2020年8月16日）
- BSNラジオ　年末特別番組「OH演歌ハイパー」9時～17時（2020年12月30日）[2]
- CRT栃木放送　(金)隆さまフレンズ出演１５時０５分～１５時２５分（2020年７月30日）
- BSNラジオ　特別番組「華乃美幸北の鉄路を唄う」16：30～16：59（2020年8月22日）
- BSNラジオ　年末特別番組「OH演歌ハイパー」9時～17時（2021年12月30日）https://www.ohbsn.com/radio/event/tokuban/enka-hyper2021.php
- BS12チャンネル　2023年10月25日朝5時～三沢あけみのお茶会・歌謡界

## 書籍掲載
- 歌の手帖2022年１月号掲載